# Бирштат
Бирштат (њем. Bürstadt) град је у њемачкој савезној држави Хесен. Једно је од 22 општинска средишта округа Бергштрасе. Према процјени из 2010. у граду је живјело 15.635 становника. Посједује регионалну шифру (AGS) 6431005.

## Географски и демографски подаци
Бирштат се налази у савезној држави Хесен у округу Бергштрасе. Град се налази на надморској висини од 90 метара. Површина општине износи 34,5 km². У самом граду је, према процјени из 2010. године, живјело 15.635 становника. Просјечна густина становништва износи 454 становника/km².

## Међународна сарадња
| Мјесто  | Држава    | Врста сарадње | Од    |
| ------- | --------- | ------------- | ----- |
| Криглах | Аустрија  | партнерство   | 1974. |
| Минао   | Јапан     | пријатељство  | 1984. |
|         | Француска | партнерство   | 1982. |
| Извор   |           |               |       |